# Beata cephalica
Beata cephalica är en spindelart som beskrevs av Pickard-Cambridge F. 1901. Beata cephalica ingår i släktet Beata och familjen hoppspindlar. Inga underarter finns listade.